# مستشفى الشيخ زايد التخصصي
مستشفى الشيخ زايد التخصصي هو مستشفى تخصصي حكومي مصري، يتبع أمانة المراكز الطبية المتخصصة أحد قطاعات وزارة الصحة والسكان، يقع بالمحور المركزي بمدينة الشيخ زايد في محافظة الجيزة، على مساحة 7.5 فدان، أنشأ سنة 2003 بمنحة من صندوق أبو ظبي للتنمية، ويضم أكبر مركز لزراعة الأعضاء في مصر، بلغت الطاقة الاستيعابية للمستشفى سنة 2013 حوالي 262 سرير، وثمانية غرف للعمليات.

## الأقسام والتخصصات
يضم مستشفى الشيخ زايد التخصصي ثمانية عشر قسمًا وتخصصًا طبيًا هي الباطنية، العلاج الطبيعي، زراعة الأعضاء، العظام والمفاصل، الأمراض الصدرية، الأمراض الجلدية، أمراض النساء والولادة، الأنف والأذن والحنجرة، القلب والأوعية الدموية، الجراحة العامة، المسالك البولية، غسيل الكلى، المختبرات، المبسترين، الصيدلية، الأسنان، الأشعة، والعيون.

## وصلات خارجية
- الصفحة الرسمية للمستشفى على موقع فيس بوك.